# デジタル単一市場
デジタル単一市場 (デジタルたんいつしじょう、英: Digital Single Market、略称: DSM) とは、電子商取引 (オンラインショッピング) やコンテンツ配信サービスなどを含むデジタル・プラットフォーム全般に消費者や事業者が安全、公正かつ効率的にアクセスできるよう、欧州連合 (EU) 加盟各国の法制度や技術規格が統一化されたデジタル経済圏を指す概念用語である:1。デジタル単一市場のEU域内構築を目指す構想はデジタル単一市場戦略と呼ばれ、欧州委員会委員長のジャン＝クロード・ユンケル主導の下、2015年に提唱された:1。以降、DSM戦略に基づき制定されたEU法令には、著作権や消費者保護、サイバーセキュリティ対策、人工知能 (AI) 規制などが含まれ、ユンケル任期中 (-2019年) に成立したDSM関連法案は28本に上る。基本条約の一つであるEU機能条約 第26条では、人・モノ・サービス・資本の域内自由移動を目的に掲げており、これを阻むデジタル関連の障害を取り除く側面がDSM戦略にある:2。

## デジタル単一市場戦略の骨子

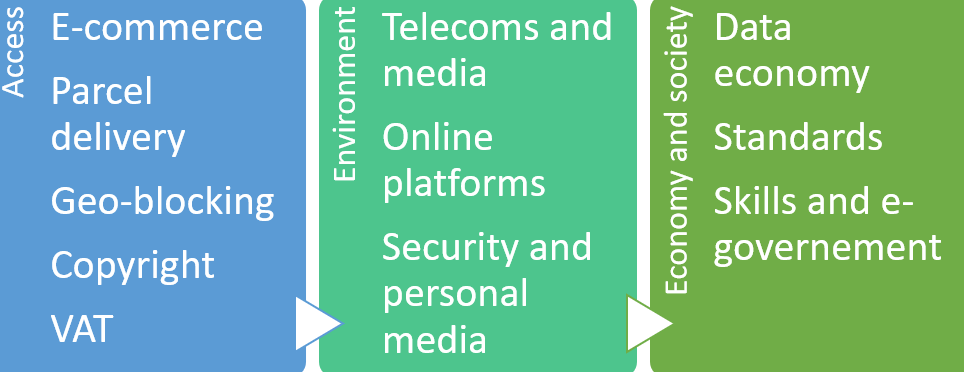
デジタル単一市場構築に向けた3つの柱

DSMを実現するにあたり、DSM戦略では16の施策を掲げ、それを3つの柱に分類している:2。
第1の柱は「アクセスの向上」である。DSM戦略提唱以前は、たとえばEU域内の国を超えてオンラインで物販を行っている中小企業の割合が低く、EU各国で取引ルールが異なる、配送コストが高い、購入したデジタルコンテンツが他国では利用できない、消費者が安全面の不安を感じる、といった制度面の問題が指摘されていた。こうした障壁を撤廃し、EU域内でより多くの消費者や事業者がデジタルサービスや商品にアクセスできることを目指す:2。
第2の柱はインフラやプラットフォームといった土台となる「環境づくり」である。高速通信ネットワークの技術インフラ整備によって地域間格差の解消を目指す。また検索エンジンやSNS、コンテンツ配信サービスなどのデジタル・プラットフォーム事業者に対して不正競争や個人データの不適切な取扱といった不公正な運営を禁じる:2。
第3の柱は「経済・社会の潜在力最大化」である。EU各国のサーバー内だけに保存されているデータをEU域内で利用できるよう、欧州クラウドシステムや様々な認証登録システムを共有する欧州電子政府を構築して、データの域内移動・統合・活用を促進する。新技術やデバイスの域内標準化や互換性を担保する。さらにデジタル関連の技術者育成や雇用など、人材活用にも取り組む:2。

## デジタル単一市場戦略に基づく法令
DSMの実現を目指し、これまでに可決した主なEU法令は以下のとおりである。なお、法令番号の頭4桁の数字は制定された西暦年を表し、リンクをクリックするとEU官報を配信するEUR-Lexサイト上の該当ページに遷移する。
- DSM著作権指令 (Directive (EU) 2019/790) - ビデオ・オン・デマンド (VOD) で利用できる著作権保護下のコンテンツを増やして域内での流通を促進するほか、コンテンツ権利者への公正な報酬の支払などを義務付ける[5]。
- デジタル・コンテンツ供給指令 (略称: DCD、Directive (EU) 2019/770) - デジタル配信された楽曲やデジタルダウンロードしたソフトウェアが正しく動作しないなど、デジタル商品・サービスの瑕疵から消費者を保護する法令[6]。従来のEU消費者法（英語版）ではカバーできなかったデジタルコンテンツの利用シーンをカバーする[7]。
- ローミング規則（英語版） (Regulation (EU) 2022/612) - 携帯機器をEU域内の他国で利用 (ローミング) すると、通信事業者が異なるために追加料金が請求されることから[4]:2、ローミング料金に上限を設定する法令[4]:7。
- ジオブロッキング規則 (Regulation (EU) 2018/302) - 国籍や居住地といった地理に基づく差別を規制する法令で、特定の国の消費者のみオンラインコンテンツにアクセスできない、あるいは商品を購入させないといったジオブロッキング (地理的ブロック行為) が禁止例として挙げられる[8]。
- デジタルゲートウェイ規則 (Regulation (EU) 2018/1724) - 消費者保護に関する情報収集や消費者トラブルの際の苦情申立手続など、幅広い消費者ニーズをカバーする総合ポータル "Single Digital Gateway" を設立する法令[9]。
- ネットワークおよび情報セキュリティ指令 (略称: NIS指令、Directive (EU) 2016/1148) - サイバーセキュリティ対策の法令[2][注 1]。
- デジタルサービス法 (略称: DSA、Regulation (EU) 2022/2065)- デジタル・プラットフォーム事業者に違法コンテンツ (未成年者保護を含む)、違法な製品やサービス取引、偽情報などの排除義務を課し、掲載広告の透明化を求める法令[11][12]。
- デジタル市場法 (略称: DMA、Regulation (EU) 2022/1925) - 大規模デジタル・プラットフォーム事業者による不正競争などを禁じる法令[13]。
- AI法 - (略称: AIA、Regulation (EU) 2024/1689) - 信頼性の高いAIの導入を促進しつつ、AIを4つの有害リスクレベルに分類して異なる規制や義務を課す法令[14]。

## EUデジタル政策の沿革
EUでは10年サイクルで中長期経済成長戦略の大綱が立法機関の欧州連合理事会、または行政機関の欧州委員会から発表されている。DSM戦略も含め、デジタル政策について触れられているものを時系列で以下に挙げる。
- リスボン戦略（英語版） - 2000年に欧州連合理事会が発表した、2010年までの10か年成長戦略[15]。
- ヨーロッパ2020（英語版） (別称: 欧州2020) - 2010年に欧州委員会が発表した、2020年までの10か年成長戦略[16][1]:1。
- 「欧州のデジタル未来の形成」(Shaping Europe's digital future)、「欧州データ戦略」(A European strategy for data) と「デジタル・コンパス2030」- ユンケルから欧州委員会委員長職を受け継いだウルズラ・フォン・デア・ライエン体制下で、2020年から2021年にかけて複数の中長期デジタル戦略が発表されている[17]。

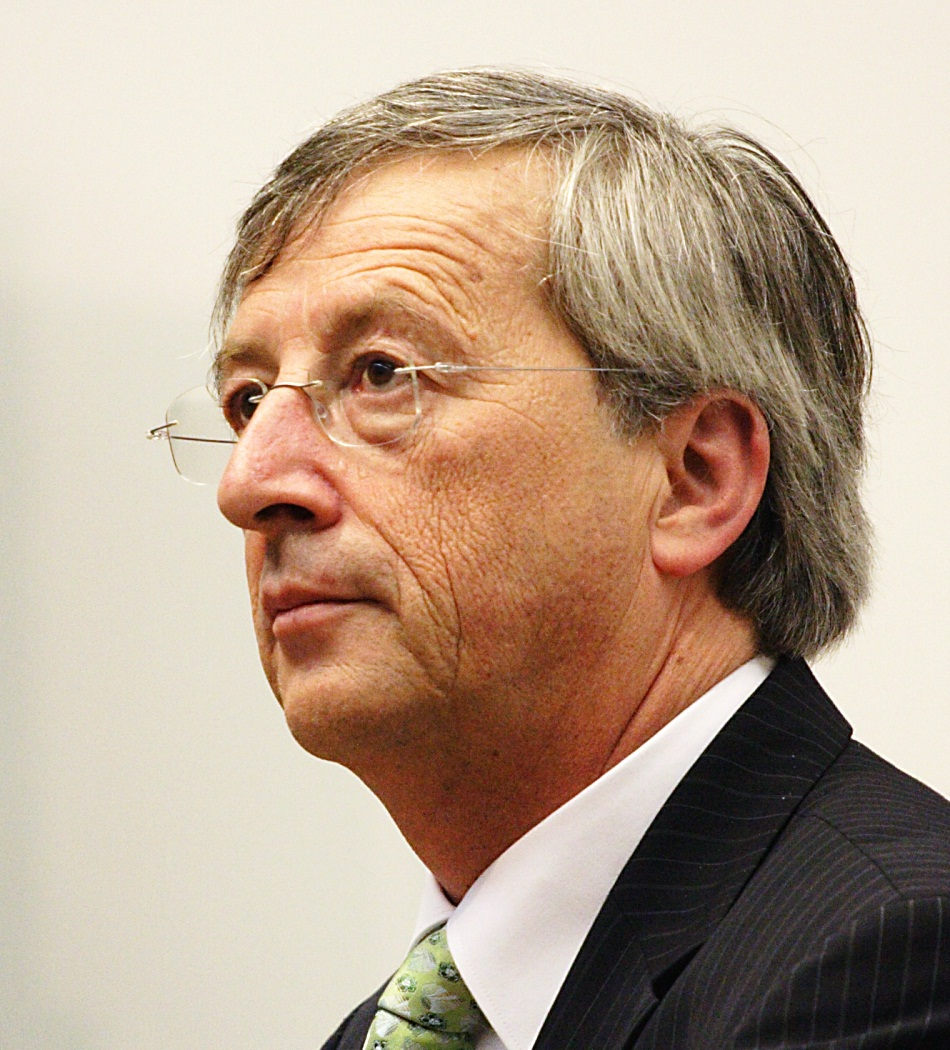
デジタル単一市場戦略を推進したジャン＝クロード・ユンケル欧州委員会委員長

リスボン戦略には "information society" (情報化社会) の文言が "R&D" (研究開発) と共に頻出するが、デジタル関連の目標達成に向けて各国調整や進捗確認などの具体的な実行力が不足しており、一般的には失敗に終わったと評価されている。
リスボン戦略の失敗を糧に、ヨーロッパ2020では行政執行機関の欧州委員会が実行役を担った。ヨーロッパ2020の優先事項には "Digital agenda for Europe" や "Innovation Union" が含まれている。ヨーロッパ2020の10か年の折り返し地点で欧州委員会委員長に就任したユンケルは、ヨーロッパ2020の優先事項を達成するため、DSM戦略をその中核に位置づけた。
ユンケルは時に強固な「フェデラリスト」(欧州中央集権派) と批判的に評され、欧州統一通貨ユーロ実現の立役者の一人としても知られている。欧州委員会委員長の選挙戦中にユンケルは既にDSMのスローガンを掲げていた。この公約に即し、2014年当選後のユンケル委員会ではDSMプロジェクトチームが発足し、プロジェクトリーダーにはデジタル単一市場・サービス担当副委員長を務めるエストニア元首相のアンドルス・アンシプが起用されている。ユンケル委員長の任期中 (2014年 - 2019年)、DSM戦略に基づいて発表された法案は上記も含めて30件あり、うち28件が任期中に成立している。
フォン・デア・ライエン体制下では、ヨーロッパ2020やDSM戦略に代わって「欧州デジタル化対応」(A Europe fit for the Digital Age)や「デジタルへの移行」(Digital transition)をデジタル政策のコンセプトとして掲げている。「欧州デジタル化対応」の文脈の中で2020年2月19日、「欧州のデジタル未来の形成」と「欧州データ戦略」を発表した。さらに翌年2021年3月には、「デジタル・コンパス2030」を発表している。